# Brazieria velata
Brazieria velata е вид охлюв от семейство Zonitidae.

## Разпространение
Видът е разпространен в Микронезия.